# Opuntia microdasys
Az Opuntia microdasys Mexikó északi és középső részéről származó fügekaktusz faj. Tövisei nincsenek, viszont sűrű areoláiban sok horgasszőrt növeszt. Alacsony, részben elfekvő bokorrá fejlődő, kis termetű faj; szártagjai alig néhány cm-esek. Dísznövényként különösen a színes változatait kedvelik. Virágai sárgák, később vörösessárgák, mintegy 4 cm-esek.
|  |

## Változatok
- var. albispina: hófehér glochidákkal
- var. rufida: pirosasbarna glochidákkal